# 宣以豪
宣以豪（1994年4月26日—），中國大陸男演員，出生于安徽省合肥市，2020年出道。其主演过电影《心靈密碼》、《只为再次遇见你》以及《天骄医婿》、《物价贬值后》等多部短剧；参演过电视剧《仙剑奇侠传四》、《山河令》、《隐娘》、《百炼成钢》等。